# Коровья губа
Коро́вья губа́ — залив на территории Валдайского сельского поселения Сегежского района Республики Карелии.

## Общие сведения
Площадь залива — 2,4 км², площадь водосборного бассейна — 10 км². Располагается на высоте 89,3 метров над уровнем моря.
Форма залива лопастная, продолговатая: вытянут с северо-запада на юго-восток. Берега изрезанные, заболоченные.
Залив расположен в юго-восточной части Выгозера и отделён от него узким проливом.
Через озеро протекает река Вожма, берущая начало из Пелозера и впадающая в Выгозеро.
Код объекта в государственном водном реестре — 02020001211102000006989.